# Ivan Ivanovič Barjatinskij
Ivan Ivanovič Barjatinskij, in russo Иван Иванович Барятинский? (17 ottobre 1767 – Ivanovo, 15 giugno 1825), è stato un diplomatico russo.

## Biografia
Era l'unico figlio maschio del principe Ivan Sergeevič Barjatinskij (1738-1811), e di sua moglie, la principessa Caterina di Schleswig-Holstein-Sonderburg-Beck.
Nel 1780, divenne tenente nel reggimento dei dragoni e aiutante di Potëmkin, e nel 1790 gli fu concesso il titolo di Gentiluomo di Camera, e trasferito al reggimento Semenov.
Nel 1801 Alessandro I gli concesse il titolo di ciambellano e venne mandato a Londra. Nel 1804 divenne consigliere della Corona e nel 1806 è stato nominato ambasciatore in Baviera. Si ritirò nel 1812.
Morì il 15 giugno 1825 e fu sepolto nel villaggio di Ivanovo.

## Matrimoni

### Primo matrimonio
Nel 1806 sposò Frances Mary Dutton (1777-1807), figlia di James Dutton, I barone Sherborne. Ebbero una figlia:
- Elizaveta Ivanovna (1807-1867)

### Secondo matrimonio
Nel 1813 sposò Marija Fëdorovna Keller (1792-1858), figlia di un diplomatico prussiano. Ebbero sette figli:
- Ol'ga Ivanovna (1814-1876), sposò Vladimir Petrovič Orlov-Davydov, ebbero sette figli;
- Aleksandr Ivanovič (1815-1879)
- Leonilla Ivanovna (1816-1918), sposò Ludwig von Sayn-Wittgenstein-Berlenburg, ebbero quattro figli;
- Vladimir Ivanovič (1817-1875), sposò Elizaveta Aleksandrovna Černyševa, ebbero tre figli;
- Marija Ivanovna (1818-1843), sposò Michail Viktorovič Kočubej, non ebbero figli;
- Anatolij Ivanovič (1821-1881), sposò Olimpiada Vladimirovna Kablukova, ebbero due figli;
- Viktor Ivanovič (1823-1904), sposò Marija Appolinarevna Buteneva.

## Ascendenza
|                                                        |                                                             |                                                                    | Genitori                                                         |  |  | Nonni |  |  | Bisnonni                       |  |  | Trisnonni                        |  |
|                                                        |                                                             |                                                                    |                                                                  |  |  |       |  |  | 8. Ivan Feodorovič Bariatinski |  |  | 16. Fëdor Yourievitč Bariatinski |  |
|                                                        |                                                             |                                                                    |                                                                  |  |  |       |  |  | 8. Ivan Feodorovič Bariatinski |  |  | 16. Fëdor Yourievitč Bariatinski |  |
|                                                        |                                                             | 17. Anna Danilovna Stepanovica                                     |                                                                  |  |  |       |  |  | 8. Ivan Feodorovič Bariatinski |  |  |                                  |  |
| 4. Sergej Ivanovič Barjatinskij                        |                                                             |                                                                    |                                                                  |  |  |       |  |  | 8. Ivan Feodorovič Bariatinski |  |  |                                  |  |
|                                                        |                                                             | 9. Natal'ja Gavrilovna Golovkina                                   | 18. Gavriil Ivanovič Golovkin                                    |  |  |       |  |  |                                |  |  |                                  |  |
|                                                        |                                                             | 9. Natal'ja Gavrilovna Golovkina                                   | 18. Gavriil Ivanovič Golovkin                                    |  |  |       |  |  |                                |  |  |                                  |  |
|                                                        |                                                             | 9. Natal'ja Gavrilovna Golovkina                                   | 19. Domna Andreevna Divova                                       |  |  |       |  |  |                                |  |  |                                  |  |
| 2. Ivan Sergeevič Barjatinskij                         |                                                             | 9. Natal'ja Gavrilovna Golovkina                                   |                                                                  |  |  |       |  |  |                                |  |  |                                  |  |
|                                                        |                                                             | 10. Afanasj Timofeevič Savelov                                     | 20. Timofej Petrovič Savelov                                     |  |  |       |  |  |                                |  |  |                                  |  |
|                                                        |                                                             | 10. Afanasj Timofeevič Savelov                                     | 20. Timofej Petrovič Savelov                                     |  |  |       |  |  |                                |  |  |                                  |  |
|                                                        |                                                             | 10. Afanasj Timofeevič Savelov                                     | 21. Evfimiya Dmitrievna Konoplyova                               |  |  |       |  |  |                                |  |  |                                  |  |
| 5. Mavra Stepanova Savelova                            |                                                             | 10. Afanasj Timofeevič Savelov                                     |                                                                  |  |  |       |  |  |                                |  |  |                                  |  |
|                                                        |                                                             | 11. Ekaterina Ivanovna Velyaminova-Zernova                         | …                                                                |  |  |       |  |  |                                |  |  |                                  |  |
|                                                        |                                                             | 11. Ekaterina Ivanovna Velyaminova-Zernova                         | …                                                                |  |  |       |  |  |                                |  |  |                                  |  |
|                                                        |                                                             | 11. Ekaterina Ivanovna Velyaminova-Zernova                         | …                                                                |  |  |       |  |  |                                |  |  |                                  |  |
| 1. Ivan Ivanovič Barjatinskij                          |                                                             | 11. Ekaterina Ivanovna Velyaminova-Zernova                         |                                                                  |  |  |       |  |  |                                |  |  |                                  |  |
|                                                        | 12. Friedrich Ludwig von Schleswig-Holstein-Sonderburg-Beck | 24. August Philipp von Schleswig-Holstein-Sonderburg-Beck          |                                                                  |  |  |       |  |  |                                |  |  |                                  |  |
|                                                        | 12. Friedrich Ludwig von Schleswig-Holstein-Sonderburg-Beck | 24. August Philipp von Schleswig-Holstein-Sonderburg-Beck          |                                                                  |  |  |       |  |  |                                |  |  |                                  |  |
|                                                        | 12. Friedrich Ludwig von Schleswig-Holstein-Sonderburg-Beck | 25. Marie Sibylla von Nassau-Saarbrücken                           |                                                                  |  |  |       |  |  |                                |  |  |                                  |  |
| 6. Peter August von Schleswig-Holstein-Sonderburg-Beck | 12. Friedrich Ludwig von Schleswig-Holstein-Sonderburg-Beck |                                                                    |                                                                  |  |  |       |  |  |                                |  |  |                                  |  |
|                                                        |                                                             | 13. Luise Charlotte von Schleswig-Holstein-Sonderburg-Augustenburg | 26. Ernst Günther von Schleswig-Holstein-Sonderburg-Augustenburg |  |  |       |  |  |                                |  |  |                                  |  |
|                                                        |                                                             | 13. Luise Charlotte von Schleswig-Holstein-Sonderburg-Augustenburg | 26. Ernst Günther von Schleswig-Holstein-Sonderburg-Augustenburg |  |  |       |  |  |                                |  |  |                                  |  |
|                                                        |                                                             | 13. Luise Charlotte von Schleswig-Holstein-Sonderburg-Augustenburg | 27. Auguste von Schleswig-Holstein-Sonderburg-Glücksburg         |  |  |       |  |  |                                |  |  |                                  |  |
| 3. Katharina von Schleswig-Holstein-Holstein-Beck      |                                                             | 13. Luise Charlotte von Schleswig-Holstein-Sonderburg-Augustenburg |                                                                  |  |  |       |  |  |                                |  |  |                                  |  |
|                                                        |                                                             | 14. Nikolai Fëdorovič Golovin                                      | 28. Fëdor Alekseevič Golovin                                     |  |  |       |  |  |                                |  |  |                                  |  |
|                                                        |                                                             | 14. Nikolai Fëdorovič Golovin                                      | 28. Fëdor Alekseevič Golovin                                     |  |  |       |  |  |                                |  |  |                                  |  |
|                                                        |                                                             | 14. Nikolai Fëdorovič Golovin                                      | 29. Ekaterina Petrovna Golovina                                  |  |  |       |  |  |                                |  |  |                                  |  |
| 7. Natal'ja Nikolaevna Golovina                        |                                                             | 14. Nikolai Fëdorovič Golovin                                      |                                                                  |  |  |       |  |  |                                |  |  |                                  |  |
|                                                        |                                                             | 15. Sofia Nikitichnaya Pushkina                                    | 30. Nikita Borisovich Pushkin                                    |  |  |       |  |  |                                |  |  |                                  |  |
|                                                        |                                                             | 15. Sofia Nikitichnaya Pushkina                                    | 30. Nikita Borisovich Pushkin                                    |  |  |       |  |  |                                |  |  |                                  |  |
|                                                        |                                                             | 15. Sofia Nikitichnaya Pushkina                                    | 31. Akulina Grigorievna Kologrivova                              |  |  |       |  |  |                                |  |  |                                  |  |
|                                                        |                                                             | 15. Sofia Nikitichnaya Pushkina                                    |                                                                  |  |  |       |  |  |                                |  |  |                                  |  |